# 畠中城
畠中城（はたけなかじょう）は、大阪府貝塚市畠中にあった日本の城。

## 歴史

### 奈良時代
- 神前連（かむさきのむらじ）賈受君。

721年、正六位下受位。「新撰姓氏録」の788年の項に記載されている。神前氏の始祖。百済からの渡来人。

### 平安時代
- 当主　神前清実：神前連（かむさきのむらじ）。源行家を匿った当主。

1186年、源行家が斬首される直前に潜伏していた屋敷。

### 戦国時代
1543年頃、神前清実の屋敷のあった場所に、根来衆の支城として畠中城を築城。
- 城主　神前要人：1565年（永禄8年）没。
- 城主　神前宗行（要人）：秀吉の根来攻めの時の城主。
- 主将　神前是光（是之）：宗行の妹婿。

1570年、野田・福島の戦いで織田軍により落城。
1577年、織田信長の紀州雑賀討伐戦に雑賀衆に味方して篭城。
1585年、秀吉の根来攻めの際、中村一氏・福島正則らにより落城。

### 江戸時代
- 当主　要源太夫（？代）：神前宗行の子孫。江戸時代初期の当主。神前村・畠中村の庄屋。庄屋屋敷は、畠中城の本丸跡。

1635年～1658年頃、要源太夫の一族で堺の豪商・帯屋道寿が神前氏・要氏の菩提寺として長楽寺を創建。
- 当主　要源太夫（？代）：享保期の当主。

1710年、岸和田藩に由緒書を提出。1718年、岸和田藩より、郷士代官・七人大庄屋の一人に列せられる。1719年、藩主・岡部長泰が屋敷を訪問する。
- 1738年、数奇屋風書院造の離座敷を建造（現存）。

## アクセス
- 水間鉄道・貝塚市役所前駅